# Transtorno neurocognitivo
Os transtornos cognitivos, também chamados de transtornos neurocognitivos, constituem uma categoria de transtornos mentais que impactam principalmente habilidades cognitivas como aprendizagem, memória, percepção e resolução de problemas. Entre os transtornos neurocognitivos, incluem-se o delírio, os transtornos neurocognitivos leves e o transtorno neurocognitivo maior (mais conhecido como demência). Esses transtornos são caracterizados por déficits adquiridos na capacidade cognitiva, geralmente indicam um declínio nas funções mentais e podem estar associados a patologias cerebrais subjacentes. O DSM-5 define seis domínios principais da função cognitiva: função executiva, aprendizagem e memória, função perceptivo-motora, linguagem, atenção e cognição social.
Embora a doença de Alzheimer seja a principal responsável por casos de transtornos neurocognitivos, diversas outras condições médicas também afetam profundamente funções mentais como memória, pensamento e raciocínio. Entre elas, destacam-se a demência frontotemporal, a doença de Huntington, a demência com corpos de Lewy, o traumatismo cranioencefálico (TCE), a doença de Parkinson, as doenças de príons e a demência na doença pelo vírus da imunodeficiência humana (HIV). Cada uma dessas condições provoca alterações cognitivas específicas, mas todas impactam  a qualidade de vida e as habilidades mentais dos indivíduos.
Os transtornos neurocognitivos são classificados como leves ou maiores, dependendo da gravidade dos sintomas apresentados. Embora transtornos de ansiedade, transtornos de humor e transtornos psicóticos também possam afetar funções cognitivas e de memória, eles não são considerados transtornos neurocognitivos, pois a perda da função cognitiva não é o sintoma primário ou causal dessas condições.
As causas variam entre os diferentes tipos de transtornos, mas a maioria envolve danos às áreas do cérebro responsáveis pela memória.  Os tratamentos dependem da origem do transtorno. Medicamentos e terapias são os tratamentos mais comuns; no entanto, em alguns transtornos, como certos tipos de amnésia, os tratamentos podem suprimir os sintomas, mas atualmente não existe uma cura.